# Klusbrücke

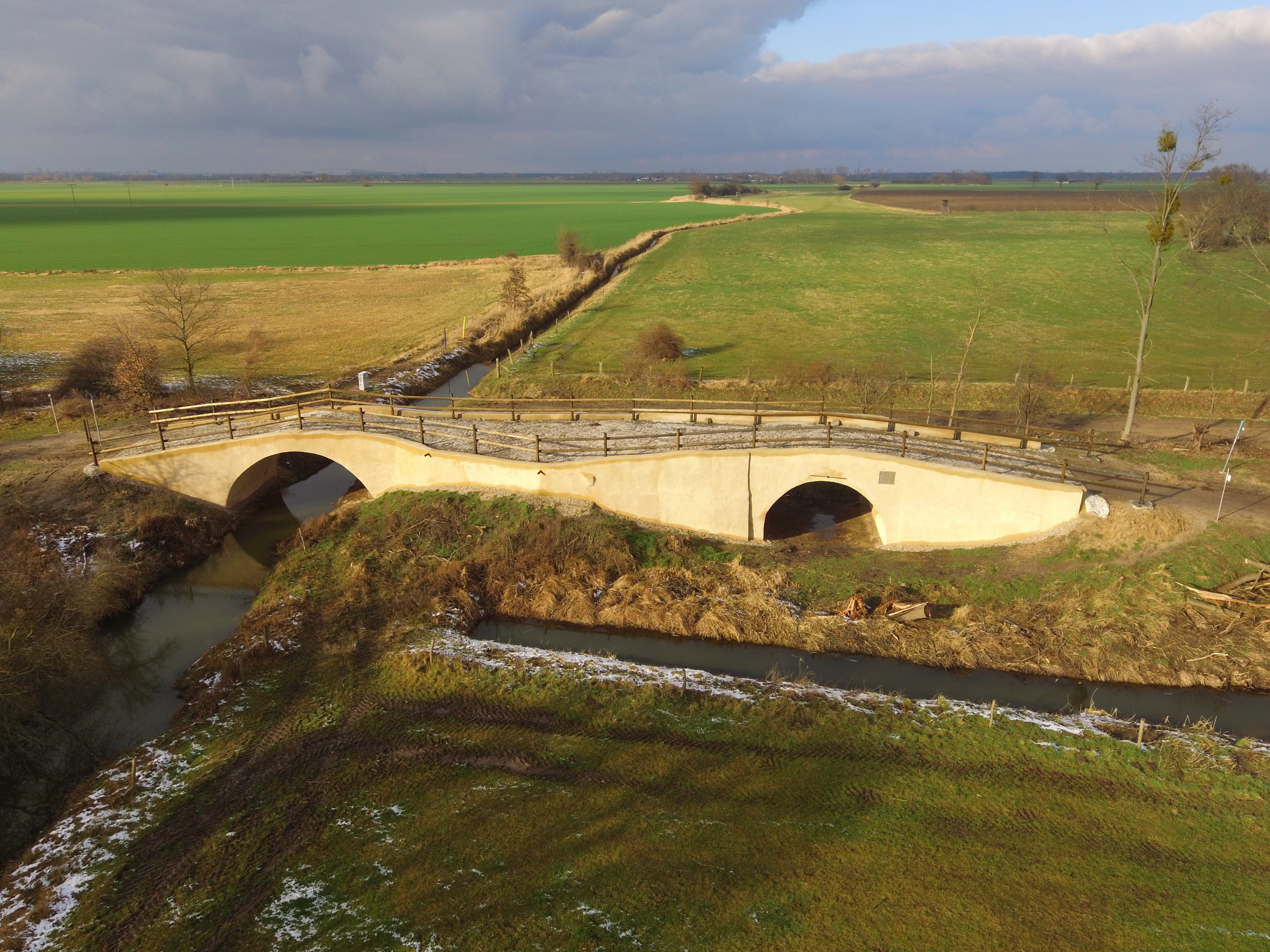
Die Klusbücke 2018 nach erfolgter Sanierung

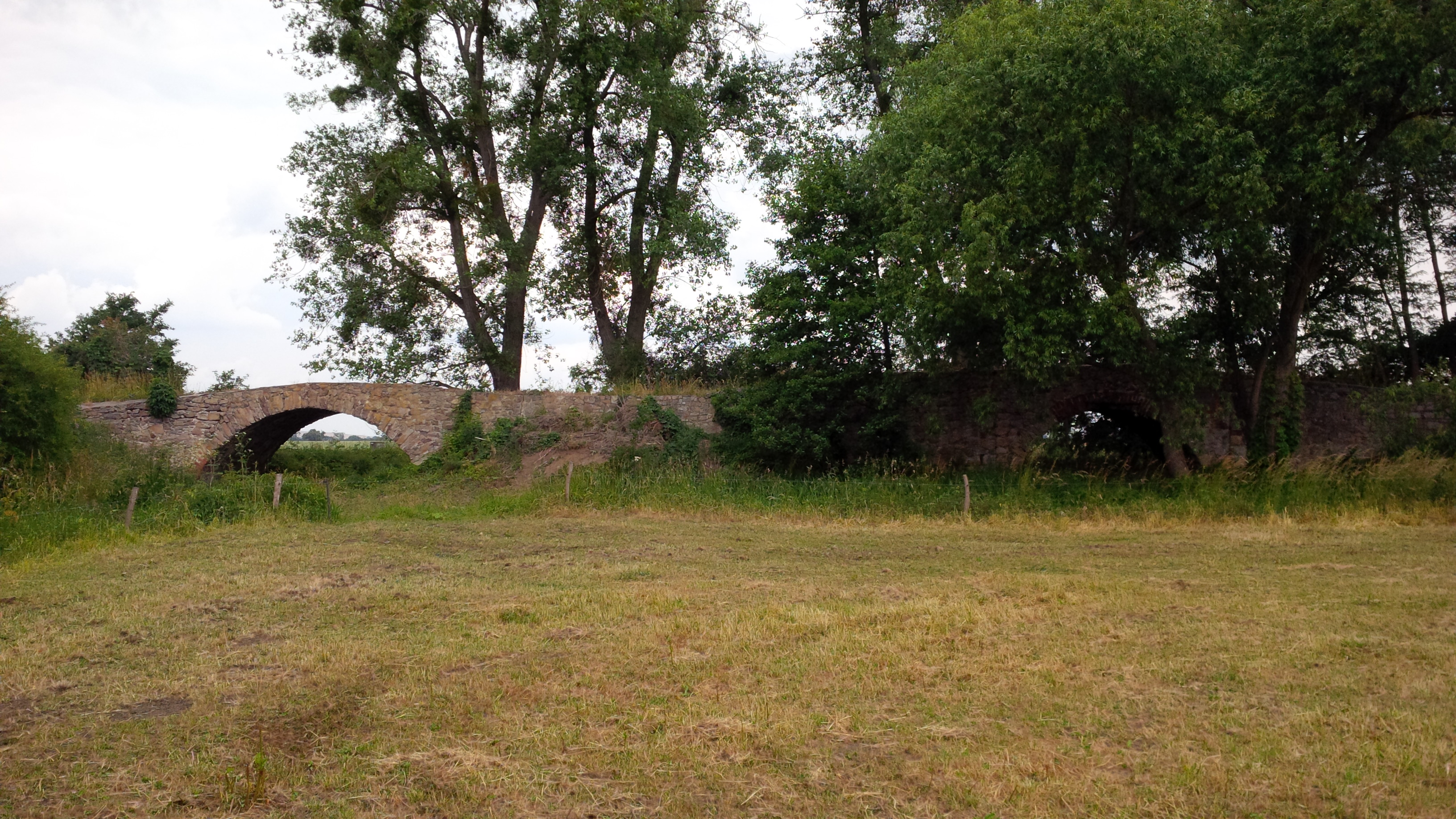
Zustand 2015 vor der Sanierung

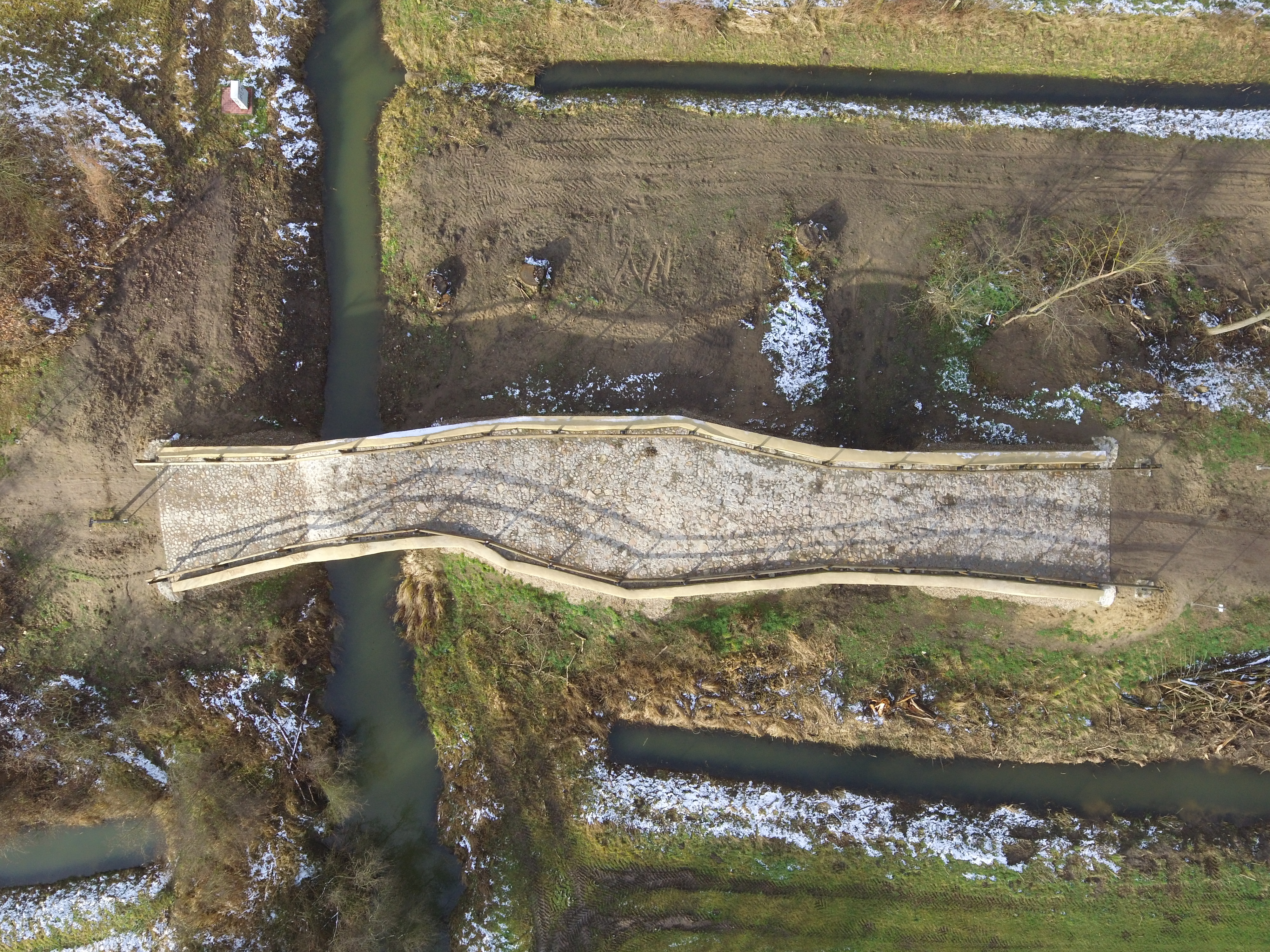
2018 in der Draufsicht: Erkennbar die völlig unregelmäßige Breite

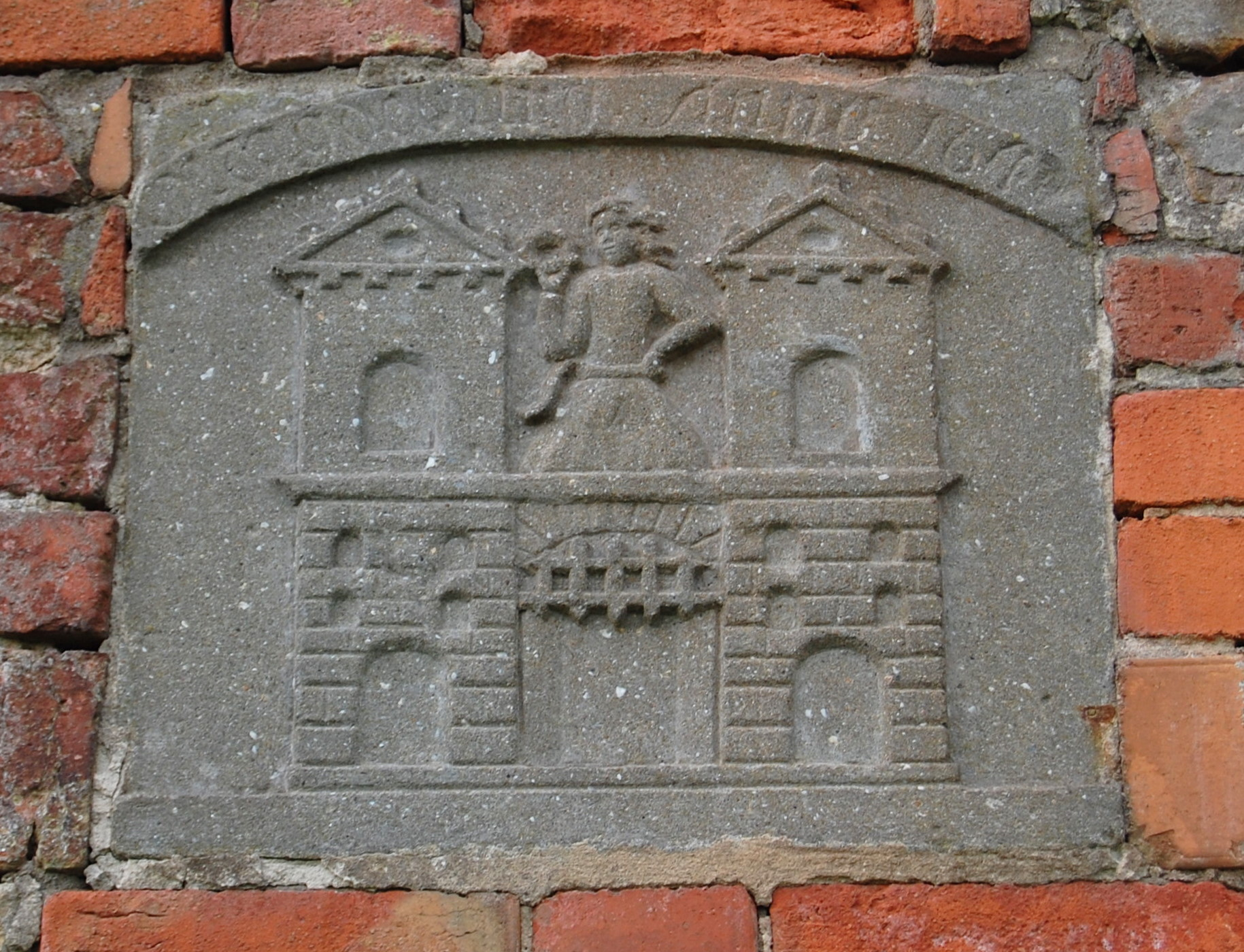
Wappen der Stadt Magdeburg an der Brücke

Die Klusbrücke ist eine denkmalgeschützte, im Mittelalter entstandene Brücke über die Ehle östlich von Magdeburg in Sachsen-Anhalt. Die Brücke ist als Teil des ebenfalls denkmalgeschützten Klusdamms.

## Lage
Der Klusdamm ist im 21. Jahrhundert nur noch als Fuß-, Rad- und Reitweg ausgewiesen und verläuft abseits größerer Straßen oder Siedlungen südöstlich der Stadt Magdeburg im Bereich trockengelegter ehemaliger Schwemmwiesen. Die Klusbrücke selbst darf nur zu Fuß oder auf dem Pferd überschritten werden. Der westliche Teil des Damms befindet sich im zur Stadt Magdeburg gehörenden Stadtteil Pechau. Das östliche Ende einschließlich der Brücke gehört zur Gemarkung Wahlitz, einem Ortsteil von Gommern.

## Geschichte
Die Brücke entstand als Teil des sogenannten Klusdamms, der von Magdeburg nach Osten führte und beispielsweise als Teil der Heerstraße Magdeburg-Brandenburg einen Verkehrsweg mit überregionaler Bedeutung darstellte. Es war im weiten Umkreis die einzige verhältnismäßig hochwassersichere Möglichkeit zur Querung der Elbe. Der Klusdamm bestand zunächst als Knüppeldamm, vermutlich als Verlängerung der ersten, 1275 eingestürzten, Elbbrücken. Ende des 14./Anfang des 15. Jahrhunderts wurde der Klusdamm als steinerner Damm aus Sandstein ausgebaut. Eine erste urkundliche Erwähnung stammt aus dem Jahr 1469. Als Kombination aus Brücken und Dämmen überbrückte der Klusdamm die verschiedenen Elbarme. Er war 6 m breit, 2,5 m hoch und 7,6 km lang. 1753 bestanden 32 Brücken. Eine andere Angabe geht für das 17. und 18. Jahrhundert von 35 steinernen oder hölzernen Brücken aus. Der Damm führte von Prester bis in das Sanddünengebiet östlich der Klusbrücke. Eine andere Angabe bezieht auch den westlichen Abschnitt zwischen dem Domfelsen über Cracau mit in den Klusdamm ein. Die Klusbrücke war die östlichste Brücke des Damms. Der Name Klus ergab sich aus einem noch bis zum Zweiten Weltkrieg östlich der Klusbrücke befindlichen Forsthaus Klus. Dieses war aus einer im Mittelalter dort bestehenden Mönchsklause (Klus) hervorgegangen, zu der wohl auch eine Herberge gehörte. Zeitweise bestand auch eine Zollstation. Der Damm stand im Eigentum der Stadt Magdeburg und wurde vom Fähramt der Stadt unterhalten.
Im Dreißigjährigen Krieg wurden Teile der Anlagen zerstört, dann jedoch wieder aufgebaut. Während des Befreiungskrieges kam es nach dem Gefecht bei Möckern am 5. April 1813 zu Beschädigungen an der Klusbrücke. Die französischen Truppen zerstörten bei ihrem Rückzug zur Festung Magdeburg mehrere der Brücken des Klusdamms. Die Brücken wurden dann wieder repariert.
Nach dem Bau der heutigen Berliner Chaussee weiter nördlich im Jahr 1818 verlor der Klusdamm seine Bedeutung und wurde letztlich 1823 aufgegeben, seine Benutzung untersagt. Von den vielen Brücken des Klusdamms ist die Klusbrücke als einzige erhalten. Der Verlauf des Damms ist im Bereich zwischen dem Elbe-Umflutkanal östlich von Pechau und der Klusbrücke noch heute zu erkennen.
Das Baujahr der Brücke ist nicht bekannt. Auf einer Zeichnung aus dem Jahr 1588 ist sie jedoch bereits in ihrer heutigen Form dargestellt. In den Jahren 1975 bis 1982 wurde die Brücke saniert. 2017 erfolgte eine weitere Sanierung. Bei dieser wurde nach historischem Vorbild Putz aufgetragen.

## Architektur
Die Klusbrücke ist eine Naturstein-Wölbungsbrücke und besteht aus zwei steinernen Bögen. Ihre Länge beträgt 41 Meter, der Scheitelabstand der beiden Bögen 23,5 Meter. Zwischen den Bögen befindet sich ein Damm, der von Mauern eingefasst und gehalten wird. Als Baumaterial dienten Bruchsteine aus Gommern-Quarzit aber auch Sandstein und Rotliegend. Letzteres möglicherweise aus dem Gebiet um Bebertal. Im Unterbau des östlichen Bogens befinden sich mehrere Quader aus Sandstein, die mit einem M gekennzeichnet sind. Das Profil des östlichen Bogens ist halbkreisförmig. Der westliche Bogen ist älter und etwas spitzbogiger ausgeführt. Mit seiner geringen Stärke von nur 0,70 Metern im Scheitel wirkt er eleganter. Während der Ostbogen bei einer lichten Höhe von 2,95 Metern eine Spannweite von 5,10 Metern hat, beträgt die lichte Höhe des Westbogens etwa 3,50 bei einer Spannweite von 7,05 Meter. An der Südseite des östlichen Bogens trägt ein Stein das Magdeburger Wappen. Die Wappendarstellung entstand wohl im Zusammenhang mit der Instandsetzung der Brücke nach dem Dreißigjährigen Krieg. Es soll sich um einen Stein des Magdeburger Fähramtes von 1640 handeln. Der heutige an der Brücke befindliche Stein ist jedoch nur eine Kopie. Das Original befand sich im Büro der Gemeindeverwaltung von Wahlitz.
Nach den Beschädigungen des Jahres 1813 wurde die Brücke repariert. Hierbei kamen rote Backsteine und eiserne Queranker zum Einsatz.
Zwischen den Seitenmauern befindet sich Sand, darauf eine Pflasterung aus Quarzit, die 1980 wiederentdeckt wurde. Die Seitenbrüstungen haben eine Höhe von 0,1 bis 0,5 Meter. Alle zwei bis drei Meter sind Radabweiser eingearbeitet. Oberhalb des Pflasters befindet sich eine dünne, nur wenige Zentimeter betragende Schicht aus Dünensand, die möglicherweise bereits ursprünglich aufgebracht worden war. Seit der Sanierung 2017 ist die Klusbrücke wieder verputzt. In der Draufsicht ist die völlig unregelmäßige Breite der Brücke erkennbar.